# ベネディクトゥス10世 (対立教皇)
ベネディクトゥス10世（? - 1073年）は、ローマ教皇であるニコラウス2世の対立教皇である（在位：1058年4月 - 1059年1月）。

## 生涯
はじめはヴェレットリで司教に叙任された。1058年3月29日にステファヌス9世が死去すると教皇位は空席となった。このような中でトゥスクラーニ家など貴族の支持を得たベネディクトゥス10世が、選挙をせずに教皇として即位した。しかし12月にニコラウス2世が正式な教皇として擁立されると、ニコラウス2世派の攻撃を受けたベネディクトゥス10世は1059年1月にローマから逃亡した。このときをもって教皇の地位を終えたとされている。
秋になってニコラウス2世派に逮捕された。裁判では有罪とされ、ノメンタナ通りのサンタニェーゼ修道院に幽閉され、1073年に死去した。